# Classe L (sommergibile Regno Unito)
La classe L di sottomarini oceanici della Royal Navy era un ulteriore miglioramento delle precedenti come i classe E.
Grazie all'esperienza di guerra svolta con i sommergibili inglesi delle classi precedenti si giunse ad un nuovo tipo di unità navale, di dimensioni decisamente grandi (esistono sommergibili moderni assai più piccoli), che contava su una realizzazione assai complessa.
Vi era una scafo singolo, con bottazzi rigonfi sui lati, una lunga torretta con due postazioni d'artiglieria, una dotazione di siluri molto sostenuta. Essi avevano uno scafo idoneo a raggiungere almeno i 76 m di profondità operativa massima, ma se nel caso potevano superare i 100, mentre i classe E raggiungevano solo i 60.
I quattro sottogruppi in cui vennero realizzati tali vascelli erano l'L'1-L8, con quattro tls (tubi lancia-siluri) da 457mm prodieri e due pari calibro al centro; l'L9-33 con tls prodieri da 533mm; sei unità posamine, con nove tubi al posto dei tls centrali (da L39 a L45).
Infine, da L52 in poi, il progetto divenne una vera e propria unità del tipo "incrociatore sommergibile", con una dotazione di due cannoni da 152mm sulla sovrastruttura allungata e sei tls da 533, tutti a prua.
In tutti i casi l'apparato propulsivo era diesel-elettrico, con ottime doti di velocità, manovrabilità e autonomia, sia emersi sia subacquei.

## Servizio
Visto che la maggior parte venne completata nel 1917, queste eccellenti unità non ebbero modo di dare al conflitto, nonostante le loro elevate potenzialità, un apporto significativo, perché mancavano i bersagli da colpire. 
Due, (L10 e L55) andarono persi, il primo a causa di un cacciatorpediniere tedesco al largo delle coste dei Paesi Bassi, l'altro a causa di una nave antisommergibile sovietica nel corso dell'intervento pro-russi bianchi del 1919-21.
Tre unità (L23, L26 e L27) rimasero operative fino alla Seconda guerra mondiale, ma solo come unità d'addestramento.